# Перасович, Велимир
Велимир Перасович (хорв. Velimir Perasović, род. 9 февраля 1965, Сплит) — югославский и хорватский баскетболист и тренер.

## Карьера
Был игроком «Югопластики» из Сплита. Выступал за этот клуб вместе с Тони Кукочем и Дино Раджей.
В составе сборной Хорватии завоевал серебряную медаль на Олимпийских играх в Барселоне.
В 27 лет отправился в Испанию. Пять раз был лучшим бомбардиром испанской лиги. После завершения игровой карьеры сначала был спортивным директором баскетбольного клуба «Сплит». Затем начал тренерскую карьеру. Как тренер «ТАУ Керамики» завоевал испанский Кубок Короля в 2006 году.